# کرنر پنالتی

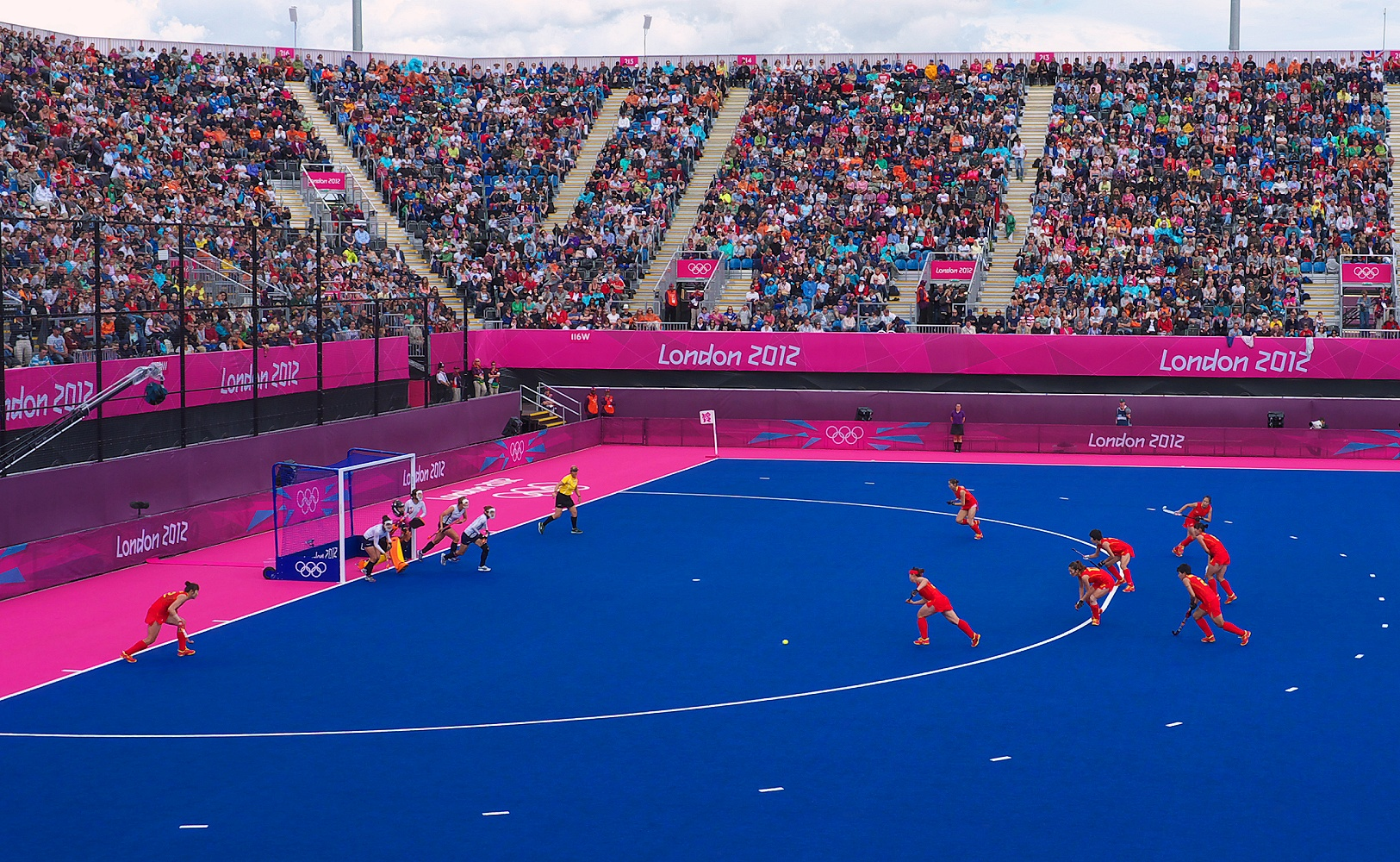
کرنر پنالتی چین مقابل کره جنوبی در المپیک ۲۰۱۲ لندن

در هاکی روی چمن، یک کرنر پنالتی کرنر، که گاهی به عنوان کرنر کوتاه شناخته می‌شود، یک پنالتی است که علیه تیم مدافع داده می‌شود. غالباً برای یک نقض دفاعی در دایره پنالتی یا برای نقض عمدی در منطقه دفاعی ۲۳ متری تعلق می‌گیرد. آنها مشتاقانه توسط بازیکنان هجومی دنبال می‌شوند و فرصتی عالی برای گل‌زنی را فراهم می‌کنند. قوانین خاصی برای آن وجود دارد که فقط در کرنرهای پنالتی اعمال می‌شود و بازیکنان مهارت‌های تخصصی مانند حرکت درگ را برای این مرحله خاص در بازی توسعه می‌دهند.